# José Fernandes de Lima
José Fernandes de Lima (Mamanguape, 11 de Junho de 1913 - João Pessoa, 9 de Novembro de 1999) foi um usineiro, advogado, professor, político, escritor e historiador brasileiro, membro do Instituto Histórico e Geográfico Paraibano.

## Biografia
Filho de Antônio Fernandes Sobrinho e Maria Caetano Alves de Lima. Começou seus estudos na cidade de Mamanguape. Foi aluno da professora Umbelina Garcez. Seguiu para a cidade de João Pessoa, onde concluiu seus estudos no Colégio Marista Pio X. Para seguir carreira militar morou no Rio de Janeiro, onde passou cerca de um ano. Um problema de visão o impediu de continuar a carreira.
Em 1940, junto com seus irmãos Manoel, Gustavo, João e Carlos, fundou a Usina Monte Alegre S/A, que se localiza no município de Mamanguape.
Foi autor dos livros: O Diário da Guerra do Paraguai de José Campelo d'Albuquerque Galvão (1995), A Lealdade e o Heroísmo do índio potiguara Pedro Poty (1990) e Atividades Parlamentares (1984).
Exerceu o magistério como professor da cadeira de História da Agricultura, Indústria e Comércio, durante o ano de 1939 a 1940.
Foi Membro de Instituto Histórico e Geográfico Paraibano, além de sócio/correspondente dos Institutos Históricos e Geográficos do Pará e do Ceará.
É detentor da Medalha do Mérito "Santos Dumont", em prata, por serviços prestados, considerados relevantes, por ato do ministro da Aeronáutica Joaquim Pedro Salgado Filho, em 1942.

Foi durante muito tempo detentor do recorde de legislaturas na Paraíba, com 10 mandatos como deputado estadual. Em 2002, o deputado José Lacerda Neto conquistou o seu 11° mandato, assumindo este posto. Na Assembleia Legislativa da Paraíba foi líder da bancada da oposição a Ditadura Militar. 

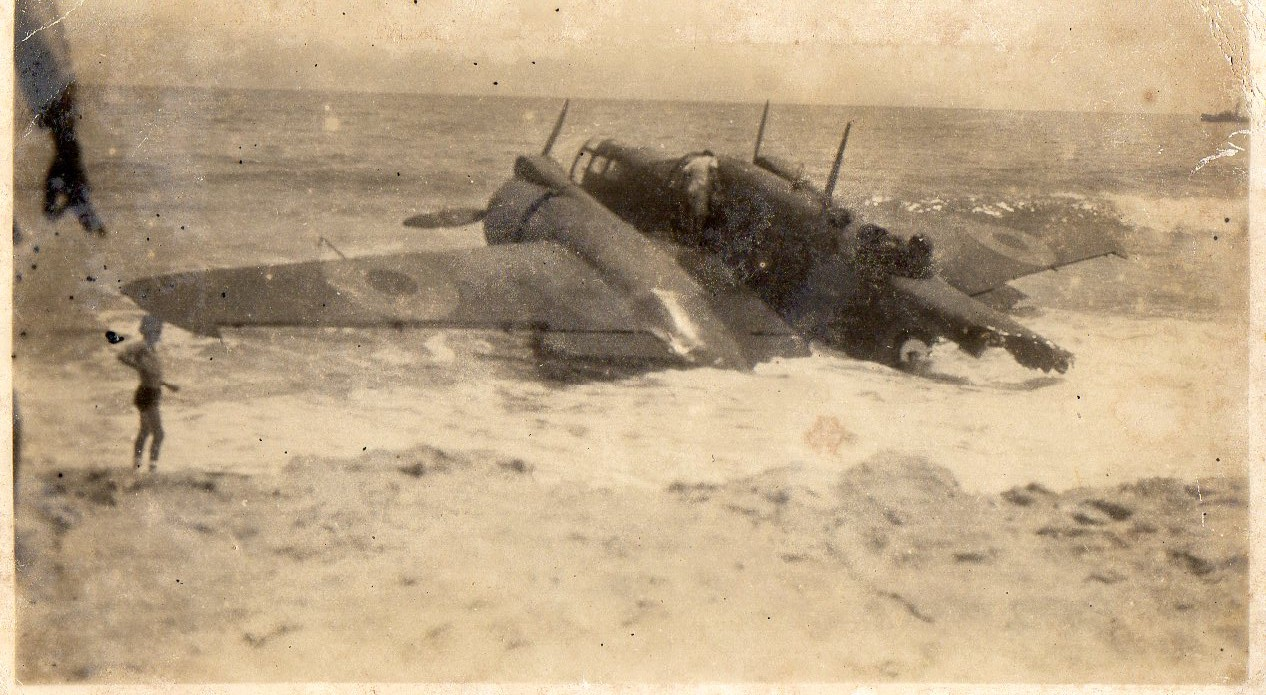
O avião foi recuperado na Baía da Traição, então pertencente ao município de Mamanguape, pelo seu prefeito, à época, José Fernandes de Lima, que pelos serviços prestados a Aeronáutica Brasileira, recebeu a medalha do mérito Santos Dumont, das mãos do ministro Joaquim Pedro Salgado Filho, em 1942.

Em 2010, foi requerido um projeto de autoria do deputado federal Rômulo Gouveia, nomeando o viaduto localizado na BR-101, entrocamento com a rodovia estadual PB-040, na entrada principal da cidade de Mamanguape, de Viaduto José Fernandes de Lima. A homenagem surge por seu incentivo para a modificação do traçado dessa grande rodovia brasileira, que não passaria pela região do Vale do Mamanguape.
José foi tio-avô do deputado Ariano Fernandes e tio do ex-prefeito Gustavo Fernandes de Lima.

## Carreira política

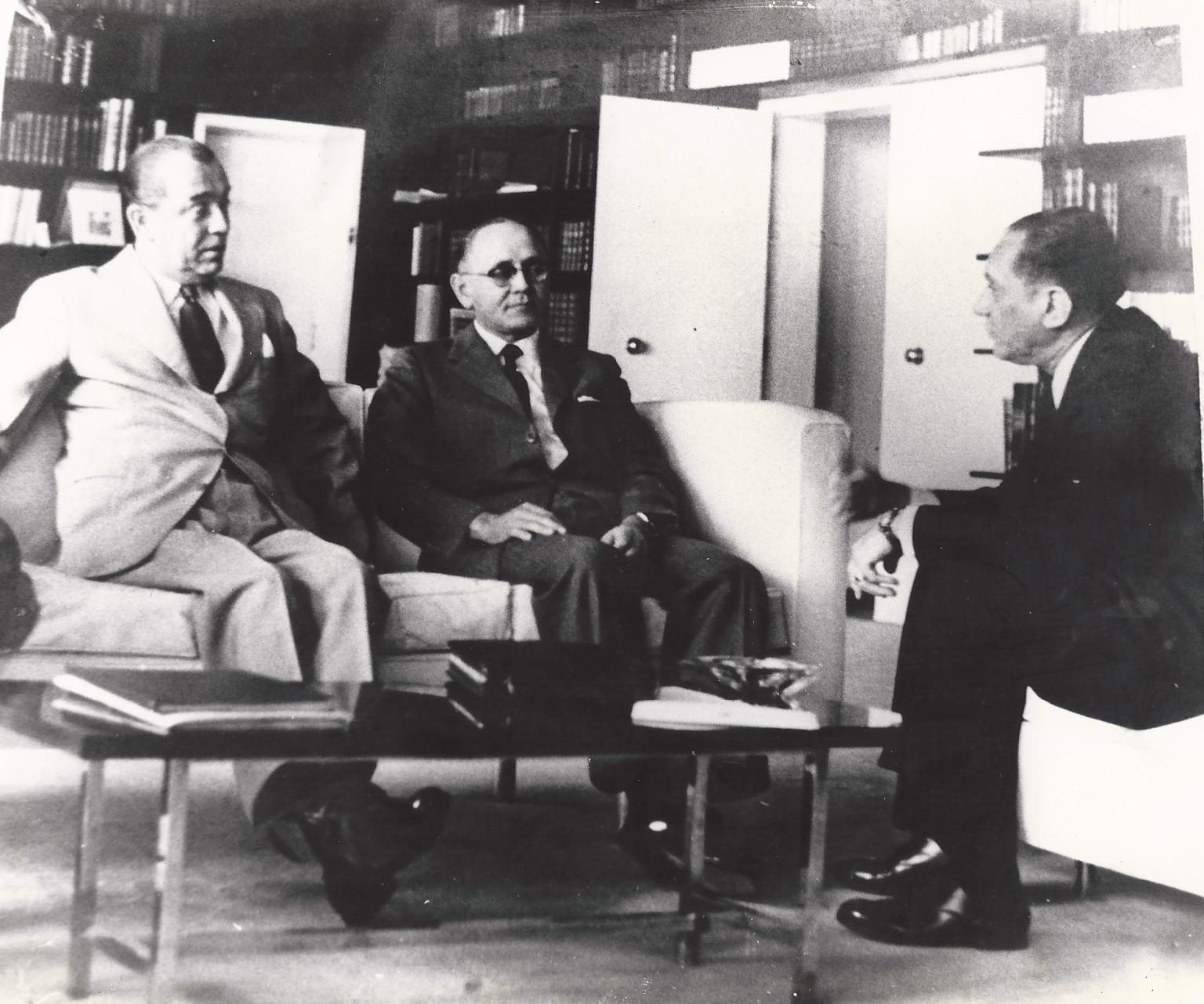
Da esquerda para direita: presidente Juscelino Kubitschek, governador José Fernandes de Lima e o senador Rui Carneiro.

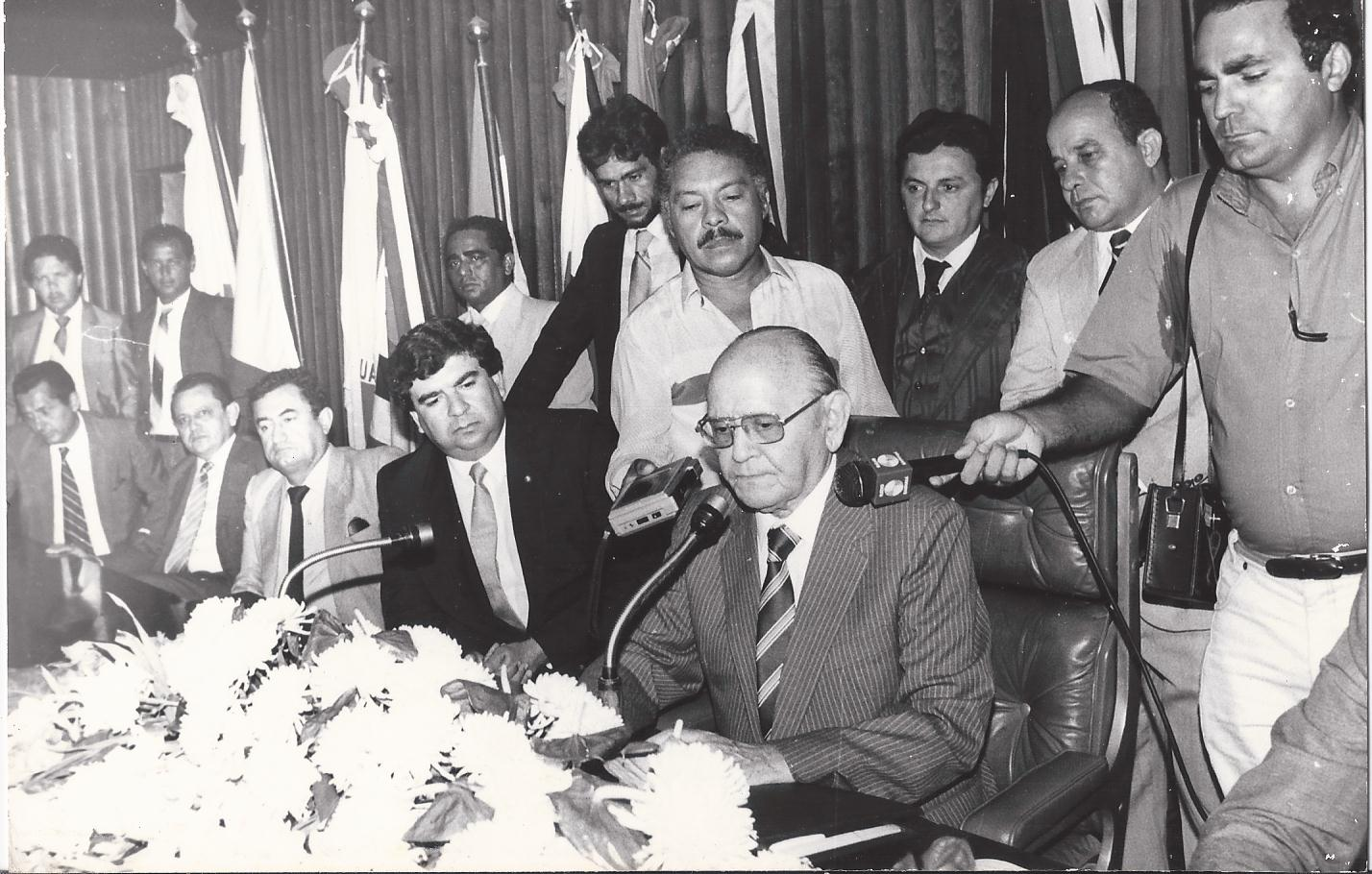
Posse como presidente da Assembléia Legislativa da Paraíba, em 1987.

Foi nomeado prefeito de Mamanguape em 1940 até 1945, pelo então interventor Rui Carneiro. Em 1946, reconduzido ao cargo pelo também interventor Odon Bezerra Cavalcanti. No ano seguinte, candidata-se a prefeito e é eleito com grande maioria dos votos.
Foi eleito Deputado Estadual em 1950 e reeleito, consecutivamente, até 1986. Foi Presidente da Assembleia Legislativa, por duas vezes, em 1959 a 1960, e 1987 a 1988. Após a renúncia do governador Pedro Gondim, assumiu o governo da Paraíba na qualidade de Presidente da Assembléia Legislativa.
Exerceu o cargo de Membro do Conselho do Desenvolvimento Econômico do Estado, por ato do governador José Américo de Almeida. Exerceu o cargo de secretário de Finanças do estado da Paraíba, de 1946 a 1947, na interventoria de José Gomes da Silva. Foi Secretário da Agricultura, Viação e Obras Públicas, no Governo de José Américo, em 1951, permanecendo nesse cargo até Agosto de 1954.